# Sonata para piano (Martinů)
La Sonata para piano, H. 350 de Bohuslav Martinů fue compuesta en Niza en los últimos meses de 1954 para Rudolf Serkin, quien la estrenó en Düsseldorf , en 1957. La primera actuación en el Bloque Oriental tuvo lugar en Brno más tarde ese año, por Eliška Nováková.
Enmarcada entre su Sinfonía n.º 6 y el Concierto para piano y orquesta n.º 4, es la pieza para piano solo de mayor duración de Martinů y una obra significativa de su última etapa, que se caracteriza por la libertad formal, la tensión dramática, duras armonías disonantes y cambios en los ritmos. Consta de tres movimientos:
1. Poco allegro
2. Moderato
3. Adagio - Poco allegro